# Dyskografia Shawna Mendesa
Dyskografia kanadyjskiego piosenkarza Shawna Mendesa składa się z czterech albumów studyjnych, jednej reedycji, jednego minialbumu, dwóch albumów koncertowych i dwudziestu jeden teledysków.
W 2014 podpisał kontrakt z wytwórnią Island Records, która 14 kwietnia 2015 wydała jego debiutancki album studyjny, zatytułowany Handwritten. Album zadebiutował na pierwszym miejscu listy Billboard 200 i zajęła pierwsze miejsce na liście Billboard Canadian Albums. Album zdobył status platynowej płyty w Kanadzie, Danii, Polsce i USA oraz złotej płyty w Wielkiej Brytanii. 20 listopada 2015 została wydana reedycja albumu. Wszystkie single z albumu uzyskały status co najmniej platynowy w Kanadzie i USA. Pochodzący z płyty singiel „Stitches” trafił na pierwsze miejsce brytyjskiej listy UK Singles Chart oraz zdobył status poczwórnej platynowej płyty w USA i Australii, potrójnej platyny w Danii i Polsce oraz podwójnej platyny w Kanadzie i Wielkiej Brytanii.
Drugi album studyjny Mendesa, zatytułowany Illuminate, ukazał się 23 września 2016. Dotarł na pierwsze miejsce kanadyjskiej i amerykańskiej listy przebojów, a także duńskiego zestawienia Album Top-40. Zdobył status platynowej płyty w Danii oraz złotej płyty w USA, Polsce, Wielkiej Brytanii. Z albumu pochodzi m.in. singiel „Treat You Better”, który dotarł na szczyt polskiej listy przebojów AirPlay – Top. Pokrył się potrójną platyną w Polsce, podwójną platyną w Australii, platyną w USA, Wielkiej Brytanii i Danii oraz złotem w Kanadzie.
W marcu 2018 roku Mendes wydał „In My Blood” jako główny singiel z jego trzeciego albumu, zatytułowanego po prostu Shawn Mendes, który ukazał się 25 maja 2018. Płyta znalazła się na pierwszym miejscu Billboard 200, Billboard Canadian Albums i australijskiego zestawienia Top 50 Albums. Album zadebiutował na pierwszym miejscu w Stanach Zjednoczonych, Kanadzie, Australii i kilku europejskich listach przebojów.. Zadebiutował na jedenastym miejscu na Hot 100 i na pierwszym miejscu w Adult Top 40, czyniąc Mendesa pierwszym artystą, który miał cztery single, które znalazły się na szczycie drugiej listy, zanim skończył 20 lat. Jego drugi singiel „Lost in Japan” został wydany następnego dnia. Wydał „Youth", „Where Were You in the Morning?" i „Nervous" jako single w maju. W 2019 roku Mendes wydał swoją drugą współpracę z Cabello, „Señorita”, która znalazła się na szczycie Billboard Hot 100. W grudniu 2020 roku Mendes został najmłodszym męskim artystą, jaki kiedykolwiek znalazł się na szczycie Billboard 200 z czterema albumami studyjnymi, wraz z wydaniem Wonder (2020).

## Albumy

### Albumy studyjne
| Tytuł                                   | Dane dot. albumu                                   | Najwyższe pozycje na listach | Najwyższe pozycje na listach | Najwyższe pozycje na listach | Najwyższe pozycje na listach | Najwyższe pozycje na listach | Najwyższe pozycje na listach | Najwyższe pozycje na listach | Certyfikat |
| Tytuł                                   | Dane dot. albumu                                   | POL                          | CAN                          | AUS                          | DNK                          | NZL                          | UK                           | USA                          | Certyfikat |
| --------------------------------------- | -------------------------------------------------- | ---------------------------- | ---------------------------- | ---------------------------- | ---------------------------- | ---------------------------- | ---------------------------- | ---------------------------- | --- |
| Handwritten                             | - Data: 14 kwietnia 2015 - Wydawca: Island Records | –                            | 1                            | 18                           | 2                            | 18                           | 12                           | 1                            | - CAN: platynowa płyta - DNK: platynowa płyta - POL: platynowa płyta - UK: złota płyta - USA: platynowa płyta |
| Illuminate                              | - Data: 23 września 2016 - Wydawca: Island Records | 29                           | 1                            | 3                            | 1                            | 2                            | 3                            | 1                            | - DNK: platynowa płyta - POL: 3× platynowa płyta - UK: złota płyta - USA: złota płyta                         |
| Shawn Mendes                            | - Data: 25 maja 2018 - Wydawca: Island Records     | 5                            | 1                            | 1                            | 2                            | 2                            | 3                            | 1                            | - CAN: złota płyta - POL 4× platynowa płyta                                                                   |
| Wonder                                  | - Data: 4 grudnia 2020 - Wydawca: Island Records   |                              |                              |                              |                              |                              |                              |                              | - POL: platynowa płyta                                                                                        |
| „–” oznacza, że album nie był notowany. |                                                    |                              |                              |                              |                              |                              |                              |                              | |

### Reedycje
| Tytuł                 | Dane dot. albumu                                    | Certyfikat         |
| --------------------- | --------------------------------------------------- | ------------------ |
| Handwritten Revisited | - Data: 20 listopada 2015 - Wydawca: Island Records | - DNK: złota płyta |

### Minialbumy
| Tytuł            | Dane dot. albumu                                   | Najwyższe pozycje na listach | Najwyższe pozycje na listach | Najwyższe pozycje na listach |
| Tytuł            | Dane dot. albumu                                   | CAN                          | NZL                          | USA                          |
| ---------------- | -------------------------------------------------- | ---------------------------- | ---------------------------- | ---------------------------- |
| The Shawn Mendes | - Data: 12 sierpnia 2014 - Wydawca: Island Records | 5                            | 36                           | 5                            |

## Single
| Tytuł                                                     | Rok  | Najwyższe pozycje na listach | Najwyższe pozycje na listach | Najwyższe pozycje na listach | Najwyższe pozycje na listach | Najwyższe pozycje na listach | Najwyższe pozycje na listach | Najwyższe pozycje na listach | Certyfikat | Album                 |
| Tytuł                                                     | Rok  | POL                          | CAN                          | AUS                          | DNK                          | NZL                          | UK                           | USA                          | Certyfikat | Album                 |
| --------------------------------------------------------- | ---- | ---------------------------- | ---------------------------- | ---------------------------- | ---------------------------- | ---------------------------- | ---------------------------- | ---------------------------- | --- | --------------------- |
| „Life of the Party”                                       | 2014 | –                            | 9                            | –                            | –                            | 6                            | 99                           | 24                           | - CAN: 2× platynowa płyta - USA: platynowa płyta | Handwritten           |
| „Something Big”                                           | 2014 | –                            | 11                           | –                            | –                            | –                            | 109                          | 80                           | - CAN: platynowa płyta - USA: platynowa płyta | Handwritten           |
| „Stitches”                                                | 2015 | 4                            | 10                           | 4                            | 2                            | 5                            | 1                            | 4                            | - CAN: 2× platynowa płyta - AUS: 4× platynowa płyta - DNK: 3× platynowa płyta - POL: 4× platynowa płyta - UK: 2× platynowa płyta - USA: 4× platynowa płyta | Handwritten           |
| „I Know What You Did Last Summer” (wraz z Camilą Cabello) | 2015 | 27                           | 19                           | 33                           | 21                           | –                            | 42                           | 20                           | - CAN: platynowa płyta - AUS: złota płyta - DNK: złota płyta - UK: srebrna płyta - USA: platynowa płyta                                                    | Handwritten Revisited |
| „Treat You Better”                                        | 2016 | 1                            | 7                            | 4                            | 4                            | 11                           | 6                            | 6                            | - CAN: złota płyta - AUS: 2× platynowa płyta - DNK: platynowa płyta - POL: diamentowa płyta - UK: platynowa płyta - USA: platynowa płyta                   | Illuminate            |
| „Mercy”                                                   | 2016 | 71                           | 22                           | 13                           | 7                            | 18                           | 15                           | 15                           | - AUS: platynowa płyta - POL: 2× platynowa płyta - UK: złota płyta                                                                                         | Illuminate            |
| „There’s Nothing Holdin’ Me Back”                         | 2017 | 15                           | 7                            | 4                            | 4                            | 8                            | 4                            | 18                           | - UK: złota płyta - POL: diamentowa płyta | Illuminate            |
| „In My Blood”                                             | 2018 | 17                           | 9                            | 9                            | 12                           | 13                           | 10                           | 11                           | - POL: 2× platynowa płyta | Shawn Mendes          |
| „Lost In Japan”                                           | 2018 | 9                            | 39                           | 27                           | –                            | 41                           | 30                           | 64                           | - POL: 2× platynowa płyta | Shawn Mendes          |
| „Youth” (gościnnie: Khalid)                               | 2018 | –                            | 22                           | 19                           | 14                           | 22                           | 35                           | 65                           | - POL: platynowa płyta | Shawn Mendes          |
| „Where Were You in the Morning?”                          | 2018 | –                            | 81                           | 67                           | –                            | 46                           | 91                           | –                            | | Shawn Mendes          |
| „Nervous”                                                 | 2018 | –                            | 66                           | 57                           | –                            | –                            | 54                           | 108                          | | Shawn Mendes          |
| „If I Can't Have You”                                     | 2019 | 11                           | 2                            | 4                            | 5                            | 4                            | 9                            | 2                            | - AUS: złota płyta - CAN: platynowa płyta - POL: platynowa płyta                                                                                           | Shawn Mendes          |
| „Señorita” (wraz z Camilą Cabello)                        | 2019 | 1                            | 1                            | 1                            | 1                            | 1                            | 1                            | 1                            | - POL: 2× diamentowa płyta | Shawn Mendes          |
| „Wonder”                                                  | 2020 |                              |                              |                              |                              |                              |                              |                              | - POL: platynowa płyta | Wonder                |
| „Monster" (wraz z Justinem Bieberem)                      | 2020 |                              |                              |                              |                              |                              |                              |                              | - POL: platynowa płyta | Wonder                |
| „Call My Friends"                                         | 2020 |                              |                              |                              |                              |                              |                              |                              | | Wonder                |
| „Kesi (Remix)" (wraz z Camilo)                            | 2021 |                              |                              |                              |                              |                              |                              |                              | | –                     |
| „Summer of Love" (wraz z Tainy)                           | 2021 |                              |                              |                              |                              |                              |                              |                              | - POL: platynowa płyta | –                     |
| „It'll Be Okay”                                           | 2021 |                              |                              |                              |                              |                              |                              |                              | - POL: złota płyta | –                     |
| „When You're Gone"                                        | 2022 | 23                           | 15                           | 22                           |                              |                              | 32                           | 38                           | - POL: złota płyta | –                     |
| „–” oznacza, że singel nie był notowany.                  |      |                              |                              |                              |                              |                              |                              |                              | |                       |

### Z gościnnym udziałem
| Tytuł                                                               | Rok  | Najwyższe pozycje na listach | Najwyższe pozycje na listach | Najwyższe pozycje na listach | Certyfikat          | Album          |
| Tytuł                                                               | Rok  | AUS                          | NZL                          | UK                           | Certyfikat          | Album          |
| ------------------------------------------------------------------- | ---- | ---------------------------- | ---------------------------- | ---------------------------- | ------------------- | -------------- |
| „Oh Cecilia (Breaking My Heart)” (The Vamps featuring Shawn Mendes) | 2014 | 46                           | 13                           | 9                            | - UK: srebrna płyta | Meet the Vamps |